# Ostracion trachys
Ostracion trachys är en fiskart som beskrevs av Randall 1975. Ostracion trachys ingår i släktet Ostracion och familjen koffertfiskar. Inga underarter finns listade i Catalogue of Life.